# Núi Maglić
Maglić (tiếng Serbia Cyrillic: Маглић) là đỉnh núi cao nhất ở Bosnia và Herzegovina.
Maglić có độ cao 2.386 mét (7.828 ft), nằm trên dãy núi Plješevica, Grmeč, Cincar và Raduša ở Bosnia và Herzegovina . Maglić ở trên biên giới Bosnia và Herzegovina và Montenegro .
Đỉnh nằm trong Vườn quốc gia Sutjeska được thành lập vào năm 1962 . Trong Vườn này có sông Sutjeska, lưu vực sông được hình thành một phần bởi các hẻm núi của núi Maglić, cùng với các đỉnh cao Vučevo (1.862 m (6.169 ft)) và Zelengora (2.014 m (6.608 ft)) là một phần của ranh giới lưu vực đầu nguồn .